# 유리 제브노프
유리 블라디미로비치 제브노프(벨라루스어: Юрый Уладзіміравіч Жаўноў, 러시아어: Ю́рий Влади́мирович Жевно́в, 1981년 4월 17일, 벨로루시 SSR 도브루스 ~ )는 골키퍼로 뛰었던 벨라루스 출신의 전 축구 선수이다.

## 선수경력

### RUOR 민스크
제브노프는 벨라루스의 3부 리그인 벨라루스 세컨드리그 의 RUOR 민스크에서 공식적인 축구경기를 가졌다.

### FC 바테 보리소프
2000년 바테 보리소프에 이적하였으며, UEFA 컵 2001/2002 예선에서 팀의 주장이자 골키퍼인 알렉산드로 페도로비치의 서브골키퍼로 출전하였다.

### FC 모스크바
2005년 러시아 프리미어리그의 FC 모스크바로 이적하면서 본격적인 러시아에서의 축구생활을 시작했다.

### FC 제니트 상트페테르부르크
FC 모스크바가 러시아 4부리그인 러시아 아마추어 풋볼 리그로 강등된후, 2010년 2월 23일, 러시아 프리미어리그의 FC 제니트 상트페테르부르크로 이적했다. 2010년 7월 25일에 있던 FC 로스토프와의 원정경기에서 선발출전하여, 제니트에서의 데뷔전을 가졌고 그 경기는 단 1실점만하며 3대1
로 이겼다.

### FC 토르페도 모스크바
2013년 6월 제니트에서 그리스계 러시아인의 골키퍼 유리 로디긴을 그리스의 1부리그인 수페르리가 엘라다 소속의 스코타 크산티에서 영입해오면서, 제브노프의 자리는 점점 좁아졌고, 결국 2014-15 시즌에 러시아 프리미어리그로 승격한 FC 토르페도 모스크바로 이적해갔다.
2014년 8월 9일에 있던 제니트와의 원정경기에서 8실점을하며, 역대 최악의 하루를 가져야했다.

### FC 우랄 스베르들롭스크 오블라스티
2015년 러시아 프리미어리그 2014-15 시즌이 끝난후 토르페도 모스크바가 러시아 2부 리그로 강등되면서 우랄로 이적하게 되었다.

## 국제대회 경력
제브노프는 벨라루스 국가대표팀에서 30경기가 넘는 경기를 가져왔다.
2010년 9월 3일, 프랑스의 스타드 드 프랑스에서 열렸던 프랑스를 상대로 했던 원정경기를 1대0으로 깜짝승리를 하며, 당시 그 경기의 주장으로서 '이 경기는 우리역사상 사실상 가장 거대한 승리다, 하지만 우리는 우리가 무엇을 해왔느냐를 깨닫기 전까지 계속 해와야한다'라고 밝히며, 기쁨을 표해냈다.
그는 유로 2012 예선 D조의 벨라루스의 주전골키퍼로 활약했다.

## 기타
그는 벨라루스와 러시아의 국적을 둘 다 가지고 있다.

## 수상
FC 제니트 상트페테르부르크
- 러시아 컵 우승(1회) : 2010